# 山田俊浩
山田 俊浩（やまだ としひろ、1971年（昭和46年 - ）は、日本のジャーナリスト、編集者。東洋経済新報社の「東洋経済オンライン」編集長、「週刊東洋経済」編集長などを歴任。編集局次長 会社四季報センター長として、会社四季報、会社四季報オンライン、会社四季報AIなどの企業情報事業を統括。

## 経歴
埼玉県越谷市出身。埼玉県立浦和高等学校、早稲田大学政治経済学部卒業。1993年に東洋経済新報社に入社。1995年から記者。精密、情報通信、金融、電機など幅広い産業分野を取材。2001年から2003年には「月刊金融ビジネス」編集部に所属。同誌上にて成毛眞氏を聞き手に世界最先端の金融事情を2人の先生から学ぶ「東京金融道」の連載を担当。「次号から新連載しましょう、と山田さんから電話が掛かってきて、本当にそのままスタートした」という(成毛眞 2019, p. 185)。IT、インターネット関連業界に詳しく、週刊東洋経済誌上で「アマゾンの正体」「ネット新金脈」「メイカーズ革命」など多数の大型特集を企画した。2011年から2012年まで名古屋支社に勤務。2013年10月から新設のニュース編集長として、週刊東洋経済、東洋経済オンラインのニュース記事の拡充に貢献。2014年7月から2018年11月まで「東洋経済オンライン」編集長を務め、東洋経済オンラインを2億ページビューを超えるニュースサイトへと成長させた。2019年1月から編集局次長、「週刊東洋経済」編集長。2020年10月から会社四季報センター長。著書に『稀代の勝負師　孫正義の将来』がある。

## 著書
- 『稀代の勝負師 孫正義の将来』 （2000年12月21日、東洋経済新報社） ISBN 978-4-4925-5410-4

## 出演番組
- 情報プレゼンター とくダネ!（フジテレビ）コメンテーター（2017年3月24日 - 2018年4月3日）
- Live News イット!（フジテレビ）コメンテーター（2019年9月13日 - 2020年 7月24日）
- ABEMA Prime（ABEMA TV）コメンテーター（2016年4月15日 - ）
- 飯田浩司のOK! Cozy up!（ニッポン放送）コメンテーター（2018年5月16日）